# 마전자오
마전자오(중국어 간체자: 马振昭, 정체자: 馬振昭, 병음: Mǎ Zhènzhāo, 한자음: 마진소, 1997년 11월 5일~)는 중화인민공화국의 유도 선수이다. 2024년 하계 올림픽 여자 하프헤비급에서 동메달을 획득했다. 

## 경력
산둥성 빈저우시 출신으로 9세 때 유도를 시작했다.
2017년 5월 홍콩에서 열린 아시아 선수권 대회에서 일본의 하마다 쇼리의 뒤를 이어 은메달을 획득했다. 2018년 8월에는 인도네시아 자카르타에서 열린 2018년 아시안 게임에서 카자흐스탄의 자리나 라이포바를 꺾고 하프헤비급 동메달을 획득했다. 이듬해인 2019년 5월 아랍에미리트 푸자이라에서 열린 아시아 선수권 대회에서 일본의 이즈미 마오의 뒤를 이어 은메달을 획득했다.
2024년 7월 파리에서 열린 2024년 하계 올림픽에 참가하여 동메달을 획득했다.